# 摩擦損失
摩擦損失（まさつそんしつ）とは、摩擦（摩擦力、摩擦抵抗）によって、運動エネルギー（の一部）が、熱となって失われること。また、その転化量。
フリクションロスとも呼ばれる。